# ماریا منا
ماریا منا (انگلیسی: Maria Mena؛ زاده ۱۹ فوریهٔ ۱۹۸۶) یک موسیقی‌دان اهل نروژ است. وی از سال ۲۰۰۲ میلادی تاکنون مشغول فعالیت بوده‌است.